# ماري رايموند
ماري رايموند (بالفرنسية: Marie Raymond)‏ هي رسامة فرنسية، ولدت في 4 مايو 1908 في لا كول سور لوب في فرنسا، وتوفيت في 1989 في باريس في فرنسا.